# Невен Венков
Невен Венков е български футболист от Светкавица (Търговище).

## Биография
Невен Венков е роден на 2 май 1982 година.